# David Green (équitation)
Pour les articles homonymes, voir David Green et Green.
David Green, né le 28 février 1960 à Brisbane, est un cavalier australien de concours complet d'équitation, champion olympique par équipe aux jeux olympiques de 1992.
Il est marié de 1981 à 1992 à la cavalière britannique Lucinda Prior-Palmer.